# Добровница
Вижте пояснителната страница за други значения на Добровница.
Добровница е село в Южна България. То се намира в община Пазарджик, област Пазарджик.

## География
Селото се намира на 5 км от град Пазарджик и е разположено в обширна низина, обгърнато от полета, докъдето ти стига погледът. Добровница е едно много малко и китно селце, което се стреми да се обновява постоянно с нови и нови неща.

## История
Старото име на село Добровница е Карезлии, наричало се е така по времето на османската власт в областта. По същото време и град Пазарджик се е казвал Татар Пазарджик. Когато градът си е сменил името на Пазарджик, кметът на Карезлии го е сменил на Добровница.

## Културни и природни забележителности
- Добровница има основан футболен клуб, който се нарича „Дружба Добровица“.
- Обновено читалище където се събират пенсионерите да мерят сили в борбата на белот и също така и да спорят за обществените проблеми.

## Редовни събития
Всяка година на 24 май в селото се прави събор по случай неговото основаване. Наред с доброто изживяване има и хубава музика от известни български музиканти на народна музика.

## Личности
- Атанас Шопов (р. 1951) – български щангист, олимпийски медалист
- Георги Петков (р. 1976) – български футболист, вратар на Левски (София) и Славия (София).

## Галерия
- Изглед на влизане в Добровница
- Читалище и ресторант в Добровница
- Църквата Св. Кирил и Методий
- Военен паметник в Добровница